# Asthena albosignata
Asthena albosignata là một loài bướm đêm trong họ Geometridae.